# تپه امام‌زاده (پیر)
تپه امام زاده (پیر) مربوط به دوره ساسانیان - سده‌های اولیه دوران‌های تاریخی پس از اسلام است و در شهرستان کوثر، بخش فیروز، دهستان سنجبد جنوبی، روستای افشار واقع شده و این اثر در تاریخ ۲۶ اسفند ۱۳۸۷ با شمارهٔ ثبت ۲۵۸۱۱ به‌عنوان یکی از آثار ملی ایران به ثبت رسیده است.